# Boulevard Émile-Gabory
Le boulevard Émile-Gabory est une rue de Nantes, en France.

## Situation et accès
Il est situé dans le quartier Nantes Sud.

## Origine du nom
Il rend mémoire à l'historien né et mort à Vallet, Émile Gabory, auteur de nombreux ouvrages sur l'histoire locale.

## Historique
Inauguré le 17 septembre 1966, elle assure la liaison entre le pont Georges-Clemenceau, formant une partie de la « deuxième ligne de ponts », avec la « pénétrante Sud » (devenu le boulevard de la Vendée) et la route de Clisson (RN 148 bis). Ce projet était déjà fort ancien, puisque le 27 août 1948, un arrêté interministériel approuve le plan d’aménagement de la Ville de Nantes dans lequel une déviation de la route de Clisson, et l’édification d’une seconde ligne de ponts sur la Loire sont programmées afin d'alléger le trafic grandissant sur la rue Saint-Jacques. Selon l'exposé fait par l’ingénieur en chef des ponts et chaussées Jean Chauchoy au préfet le 7 mars 1956, le projet prévoyait l’ouverture d’une voie nouvelle entre le lieu-dit « la Croix des Herses » et le lieu-dit « la Grande Gréneraie ». Les travaux qui débutèrent en juin 1964 durèrent deux ans. Le chantier traverse d'anciennes tenues maraichères, coupe en deux l’ossuaire situé à l’est du cimetière Saint-Jacques, puis nécessite la démolition de l'école d'infirmières située alors dans l'emprise de l'hôpital Saint-Jacques et qui sera reconstruite à l'est de la nouvelle voie.
Son nom lui a été attribué peu après sa mise en service, par délibération du conseil municipal du 29 février 1968. 
Jusqu'au début des années 2000, l'artère a gardé une configuration autoroutière, rendant son accès et sa traversée aux usagers autre que les automobilistes, difficile, voire dangereuse. Les travaux permettant à la ligne 4 du Busway d'emprunter le boulevard sur sa partie centrale dès 2006 en desservant trois arrêts (Gréneraie, Bonne Garde et Clos Toreau), lui ont permis d'en faire une artère urbaine : ainsi, des ronds-points, des pistes cyclables, des passages piétons, des trottoirs ont été aménagés, des plantations d'arbres effectués. Ces améliorations ont permis de mieux sécuriser cette voie, entraînant notamment la destruction de la passerelle piétonne au début des années 2010, qui permettait alors aux habitants du quartier HLM de Clos-Toreau de rejoindre le boulevard Joliot-Curie et les autres secteurs du quartier sud.

## Bâtiments remarquables et lieux de mémoire
L'hôpital Saint-Jacques est le deuxième plus ancien des sept établissements hospitaliers gérés par le Centre hospitalier universitaire de Nantes, et borde une partie du boulevard sur son côté ouest.